# Rich Sex (bài hát của Nicki Minaj)
"Rich Sex" (tạm dịch: Tình dục giàu sang) là một bài hát của nữ rapper người Mỹ Nicki Minaj và nam rapper người Mỹ Lil Wayne. Bài hát được phát hành dưới vai trò là đĩa đơn quảng bá cho album phòng thu thứ tư (phát hành 10-8-2018) của cô, Queen vào ngày 11 tháng 6 bởi các hãng đĩa Young Money Entertainment và Cash Money Records.

## Phát hành
Minaj phát hành "Rich Sex" vào ngày 11 tháng 6 với vai trò là đĩa đơn quảng bá đầu tiên cùng với thông báo về đĩa đơn sắp phát hành "Bed" nằm trong album sắp tới của cô, hợp tác với nữ ca sĩ người Mỹ Ariana Grande.

## Biểu diễn trực tiếp
Minaj lần đầu tiên trình diễn một bản nhạc hỗn hợp (medley) gồm đĩa đơn "Chun-Li" và "Rich Sex" tại Giải BET 2018 được tổ chức vào ngày 23 tháng 6.

## Đội ngũ thực hiện
Đội ngũ sản xuất được điều chỉnh tại Tidal.
- Nicki Minaj – hát chính, sáng tác
- Lil Wayne – hát phụ, sáng tác
- J. Reid – sáng tác, sản xuất
- Aubry "Big Juice" Delaine – sáng tác, sản xuất, kỹ sư phối khí
- Jawara Headley – sáng tác
- Jaycen Joshua – phối khí
- Manny Galvez – kỹ sư phối khí
- Jeff Edwards – kỹ sư phối khí
- Rashawn Mclean – trợ lý phối khí
- Mike Seaberg – trợ lý phối khí
- Jacob Richards – trợ lý phối khí
- Jason Delattiboudere – trợ lý kỹ sư
- Brian Judd – trợ lý kỹ sư
- Jamal Berry – trợ lý kỹ sư

## Xếp hạng
| Bảng xếp hạng (2018)                     | Vị trí cao nhất |
| ---------------------------------------- | --------------- |
| Canada (Canadian Hot 100)                | 93              |
| Scotland (OCC)                           | 66              |
| Hoa Kỳ Billboard Hot 100                 | 88              |
| Hoa Kỳ Hot R&B/Hip-Hop Songs (Billboard) | 43              |